# بورنربروک
بورنربروک (به هلندی: Bornerbroek) یک منطقهٔ مسکونی در هلند است که در آلملو واقع شده‌است. بورنربروک ۱٬۷۹۷ نفر جمعیت دارد.